# Creoleon languescens
Creoleon languescens is een insect uit de familie van de mierenleeuwen (Myrmeleontidae), die tot de orde netvleugeligen (Neuroptera) behoort. 
Creoleon languescens is voor het eerst wetenschappelijk beschreven door Navás in 1936.